# Giorgi K'utsia
Giorgi K'utsia (in georgiano გიორგი კუცია?; Tbilisi, 27 ottobre 1999) è un calciatore georgiano, difensore del Veres Rivne.

## Carriera

### Club
Cresciuto nel settore giovanile della Dinamo Tbilisi, ha esordito in prima squadra il 26 novembre 2016 disputando l'incontro di Umaglesi Liga vinto 0-1 contro la T'orp'edo Kutaisi.
Il 24 gennaio 2022 viene ceduto in prestito ai macedoni del Rabotnički.

### Nazionale
Ha giocato nelle nazionali giovanili georgiane Under-17, Under-19 ed Under-21.

## Statistiche

### Presenze e reti nei club
Statistiche aggiornate al 31 gennaio 2022.
| Stagione        | Squadra         | Campionato      | Campionato | Campionato | Coppe nazionali | Coppe nazionali | Coppe nazionali | Coppe continentali | Coppe continentali | Coppe continentali | Altre coppe | Altre coppe | Altre coppe | Totale | Totale |
| Stagione        | Squadra         | Comp            | Pres       | Reti       | Comp            | Pres            | Reti            | Comp               | Pres               | Reti               | Comp        | Pres        | Reti        | Pres   | Reti   |
| --------------- | --------------- | --------------- | ---------- | ---------- | --------------- | --------------- | --------------- | ------------------ | ------------------ | ------------------ | ----------- | ----------- | ----------- | ------ | ------ |
| 2016            | Dinamo Tbilisi  | UL              | 1          | 0          | CG              | 0               | 0               | UEL                | 0                  | 0                  |             | -           | -           | 1      | 0      |
| 2017            | Dinamo Tbilisi  | EL              | 22         | 1          | CG              | 3               | 0               |                    | -                  | -                  |             | -           | -           | 25     | 1      |
| 2018            | Dinamo Tbilisi  | EL              | 19         | 2          | CG              | 2               | 0               | UEL                | 0                  | 0                  |             | -           | -           | 21     | 2      |
| 2019            | Dila Gori       | EL              | 30         | 4          | CG              | 1               | 0               |                    | -                  | -                  |             | -           | -           | 31     | 4      |
| 2020            | Dinamo Tbilisi  | EL              | 13         | 2          | CG              | 1               | 0               | UCL+UEL            | 1+1                | 0                  | SG          | 1           | 0           | 17     | 2      |
| 2021            | Dinamo Tbilisi  | EL              | 34         | 1          | CG              | 1               | 0               | UCL+UECL           | 2+2                | 0                  | SG          | 1           | 0           | 40     | 1      |
| gen.-giu. 2022  | Rabotnički      | 1L              | 0          | 0          |                 | -               | -               |                    | -                  | -                  |             | -           | -           | 0      | 0      |
| Totale carriera | Totale carriera | Totale carriera | 119        | 10         |                 | 8               | 0               |                    | 6                  | 0                  |             | 2           | 0           | 135    | 10     |

## Palmarès

### Club

#### Competizioni nazionali
- Campionato georgiano: 2

Dinamo Tbilisi: 2020, 2022
- Supercoppa di Georgia: 1

Dinamo Tbilisi: 2021